# Ешменейкіно
Ешмене́йкіно (рос. Эшменейкино, чув. Эшменушкӑнь) — присілок у складі Шумерлинського району Чувашії, Росія. Входить до складу Юманайського сільського поселення.
Населення — 60 осіб (2010; 84 у 2002).
Національний склад:
- чуваші — 100 %